# Бишкекская финансово-экономическая академия
Бишкекская финансово-экономическая академия — негосударственное высшее учебное заведение Киргизской Республики. Расположено в Бишкеке. Учебное заведение создано 31 мая 1994 года как Международный центр подготовки и переподготовки финансово-экономических кадров. С 1997 года — современное название. Обучение по 5 специальностям. Около 2000 студентов (2009). Около 80 преподавателей (2009). Ректор — Сирмбард Светлана Рустамовна.

## История
3 мая 1994 года создан Международный центр подготовки и переподготовки финансово-экономических кадров. Организованы кафедры гуманитарных и фундаментальных наук, в которых работали:
- секция математических и естественных наук
- секция английского языка
- секция кыргызского и русского языков
- секция философских и социальных наук

Первый набор студентов составлял 25 человек.
1995 год кафедры экономических наук и фундаментальных наук. Также началась подготовка кадров по специальности менеджмент, первый поток составил 98 студентов.
1996 год добавилась кафедра Архитектурного проектирования. Также началась подготовка первых 30 студентов по специальности Экскурсионная деятельность и Туризм.
1997 год заключен договор с Международным университетом Бизнеса и Управления г. Москва. В ноябре центр подготовки финансово-экономических кадров, после аттестации, стал высшим учебным заведением. 
В том же году на базе центра подготовки финансовых кадров были образованы факультеты Менеджмента, Экономики, Архитектуры, Фундаментальных дисциплин и Гуманитарный факультет. Началась подготовка по специальности Бухгалтерский учет и аудит.
1998 год штат преподавателей состоял из 22 человек, из которых, 3 профессора, 8 доцентов.
12 марта 1998 года аттестационная комиссия дала разрешение на подготовку аспирантов по специальностям: Экономика и управление, Экономика труда, Ценообразование и Финансы, денежное обращение и кредит, Бухгалтерский учет, анализ и аудит, Экономика предпринимательства.
2000 год число студентов составляет 532 человека. В мае 2000 года на базе военной кафедры КГНУ начато обучение по военной подготовке с присвоением звания младший лейтенант запаса.
2002 год преподавательский состав увеличился до 40 человек (6 профессоров, 15 доцентов). Число студентов - 793 человека. Первый выпуск военной кафедры - 30 студентов.
2004 год в Академии функционировали следующие факультеты:
- Финансы и кредит
- Менеджмент организации
- Бухгалтерский учет, анализ и аудит
- Социально-культурный сервис и туризм

В 2004 году открылись отдел международных связей и секция иностранных языков

## Колледж Экономики и Финансов
В 2006 году был создан Колледж Экономики и Финансов при БФЭА. Студенты колледжа получали среднее специальное образование. Абитуриентами колледжа являются выпускники 9 классов средних школ; обучение длится 2 года 10 месяцев. На последнем курсе обучения изучаются специальные дисциплины, приближенные к вузовской программе, что позволяет выпускникам Колледжа перейти в высшие учебные заведения на 3-4 курс по специальности. 
Совместными усилиями Академии и Колледжа создана профессиональная команда преподавателей, которые сочетают владение научными знаниями с большим педагогическим и практическим опытом работы в сфере бизнеса. При участии студенческого сената колледжа создана команда SAFE, спортивные секции и творческие кружки. 
Директор колледжа - Борбиева Динара Абдырахмановна.

## Студенческая жизнь
- Студенческий Сенат
- Команда КВН
- студенческая секция туризма
- газета "БФЭА-пресс"
- танцевальная группа "BAFE-DANCE"
- клуб дебатов
- международное студенческое движение SIFE
- центр карьеры (содействие по трудоустройству)
- Ассоциация выпускников